# Jodłowice
Jodłowice is een plaats in het Poolse district  Wołowski, woiwodschap Neder-Silezië. De plaats maakt deel uit van de gemeente Brzeg Dolny en telt 200 inwoners.